# Морозова Алевтина Олександрівна
Алевтина Олександрівна Морозова (нар. 11 листопада 1935, тепер Російська Федерація) — українська радянська діячка, новатор виробництва, прядильниця Коростенської бавовнопрядильної фабрики Житомирської області. Член Ревізійної Комісії КП України в 1981—1986 роках.

## Біографія
З 1953 року — учениця школи фабрично-заводського навчання при текстильній фабриці «Красный профинтерн», потім — робітниця на цій текстильній фабриці у місті Вичузі Івановської області РРФСР. Член КПРС.
У 1965 — 1980-х рр. — прядильниця Коростенської бавовнопрядильної фабрики Житомирської області. Досягла великих успіхів у збільшенні продуктивності праці, обслуговувала до 4 752 веретен на фабриці.
Потім — на пенсії у місті Коростені Житомирської області.

## Нагороди
- ордени
- медалі
- лауреати Державної премії СРСР за видатні досягнення в праці (1979)